# フールズ・ガーデン
フールズ・ガーデン (Fools Garden) はドイツの音楽グループで、ペーター・フロイデンターラー（ボーカル）、フォルカー・ヒンケル（ギター）、トーマス・マンゴールド（ベース）、ローランド・レール（キーボード）、ラルフ・ボッヘレ（ドラム）というメンバーで 'Fool’s Garden'（アポストロフィあり）という名で1991年に結成された。彼らは1991年のアルバム『Fool's Garden』でデビューし、1993年には2ndアルバム『Once in a Blue Moon』を発表した。その2年後、フールズ・ガーデンはヒット曲「Lemon Tree」を収録した3rdアルバム『Dish of the Day』を発表し、ヨーロッパ、アジアで大きなヒットとなった。「Lemon Tree」は40以上の言語に翻訳され、世界中で600万枚のセールスを記録した。
1997年にアルバム『Go And Ask Peggy For The Principal Thing』を発表した後、2000年、2003年、2005年にそれぞれアルバムを発表した。2003年には3人のメンバーがバンドから去ったため、代わりにディルク・ブルームライン（ベース）、クラウス・ミューラー（ドラム）、ガブリエル・ホルツ（セカンド・ギター、2007年に脱退）が加入し、バンド名も 'Fools Garden'（アポストロフィなし）に変更した。
バンドはよくライヴでロックンロール・クラシック（ビートルズの「涙の乗車券」、ザ・フーの「マイ・ジェネレーション」など）をカバーする。彼らのスタジオ・アルバムにビートルズの「クライ・ベイビー・クライ」や「マーサ・マイ・ディア」を収録しているなど、フールズ・ガーデンはイギリスの音楽に大きな影響を受けている。
2009年2月に未発表曲15曲も収録されたベスト・アルバム『High Times - The Best of Fools Garden』が発売された。

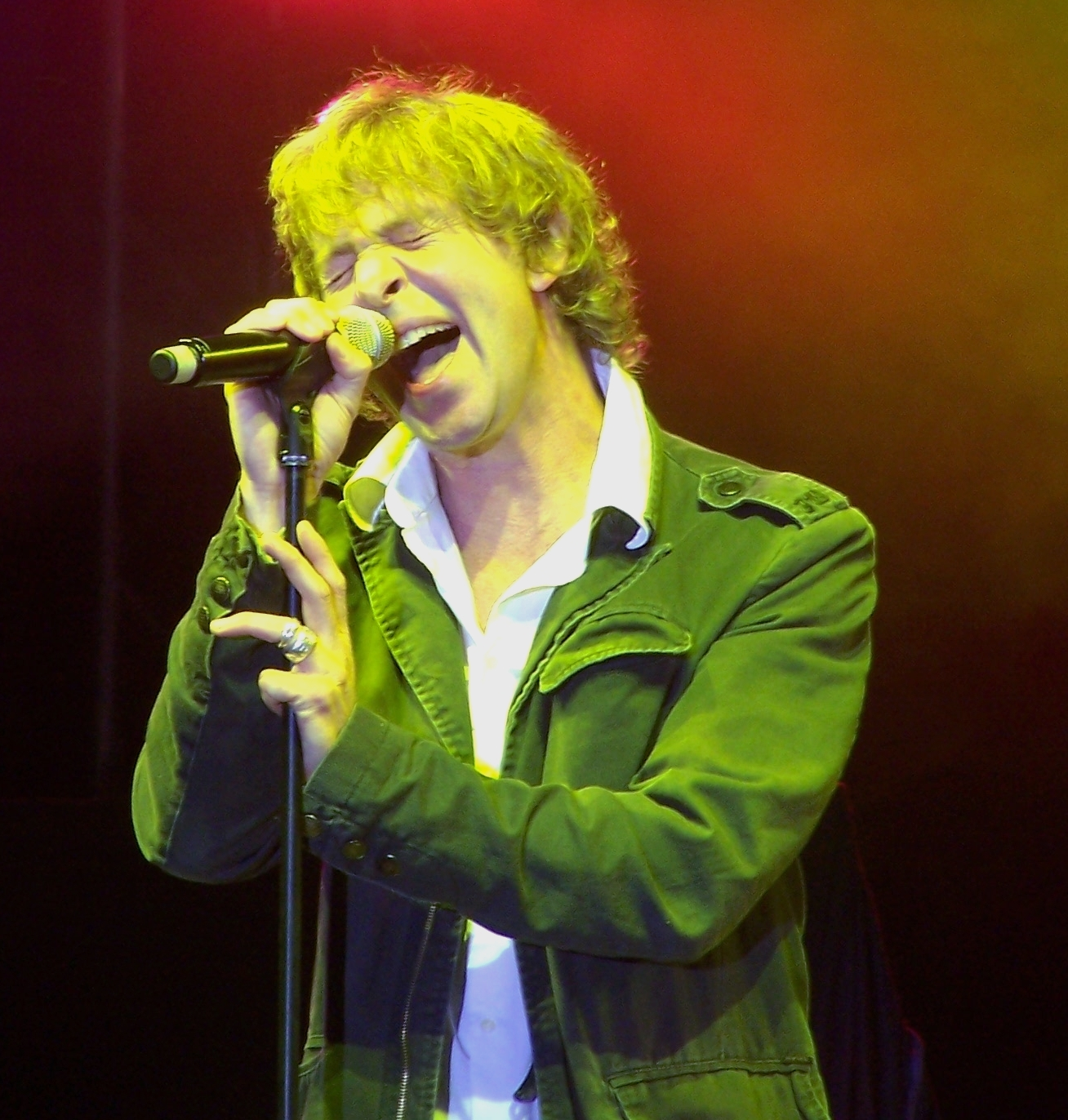
ペーター・フロイデンターラー（2008年）

## ディスコグラフィ

### スタジオ・アルバム
- 1991年: Fool's Garden
- 1993年: Once in a Blue Moon
- 1995年: Dish of the Day
- 1997年: Go and Ask Peggy for the Principal Thing
- 2000年: For Sale
- 2003年: 25 Miles to Kissimmee
- 2005年: Ready for the Real Life

### コンピレーション・アルバム
- 2009年: High Times - The Best of Fools Garden

### EPs
- "Napster Session 2008" (2008年)
- "Home (limited tour edition)" (2008年)

### シングル
- "Tell Me Who I Am / Careless Games" (1991年)
- "Spirit '91 / Once in a Blue Moon" (1992年)
- "Wild Days (1st edition)" (1994年)
- "Lemon Tree" (1995年) (UK #26[3])
- "Wild Days (reissue)" (1996年)
- "Pieces" (1996年)
- "Why Did She Go?" (1997年)
- "Probably" (1997年)
- "Rainy Day" (1998年)
- "Suzy" (2000年)
- "It Can Happen" (2000年)
- "Happy (special tour edition)" (2000年)
- "In the Name" (2001年)
- "Dreaming"  (2001年)
- "Closer" (2003年)
- "Dreaming (2004 version)" (2004年)
- "Man of Devotion" (2005年)
- "Does Anybody Know? / Welcome Sun" (2005年)
- "Cold (Italian promo)" (2005年)
- "I Got a Ticket" (2006年)
- "High Time" (2009年)

## メンバー
- ペーター・フロイデンターラー (Peter Freudenthaler) - ボーカル (1991年-)
- フォルカー・ヒンケル (Volker Hinkel) - ギター (1991年-)
- ディルク・ブルームライン (Dirk Blümlei ) - ベース (2003年-)
- クラウス・ミューラー (Claus Müller) - ドラム (2003年-)

## 元メンバー
- トーマス・マンゴールド (Thomas Mongol) - ベース (1991年-2003年)
- ローランド・レール (Roland Röhl) - キーボード (1991年-2003年)
- ラルフ・ボッヘレ (Ralf Wochele) - ドラム (1991年-2003年)
- ガブリエル・ホルツ (Gabriel Holz) - ギター (2003年-2007年)